# Josef Leo Schwarzecker
Josef Leo Schwarzecker (* 16. Juli 1952 in Wien) ist ein österreichischer Bau-, Bank- und Investmentmanager.

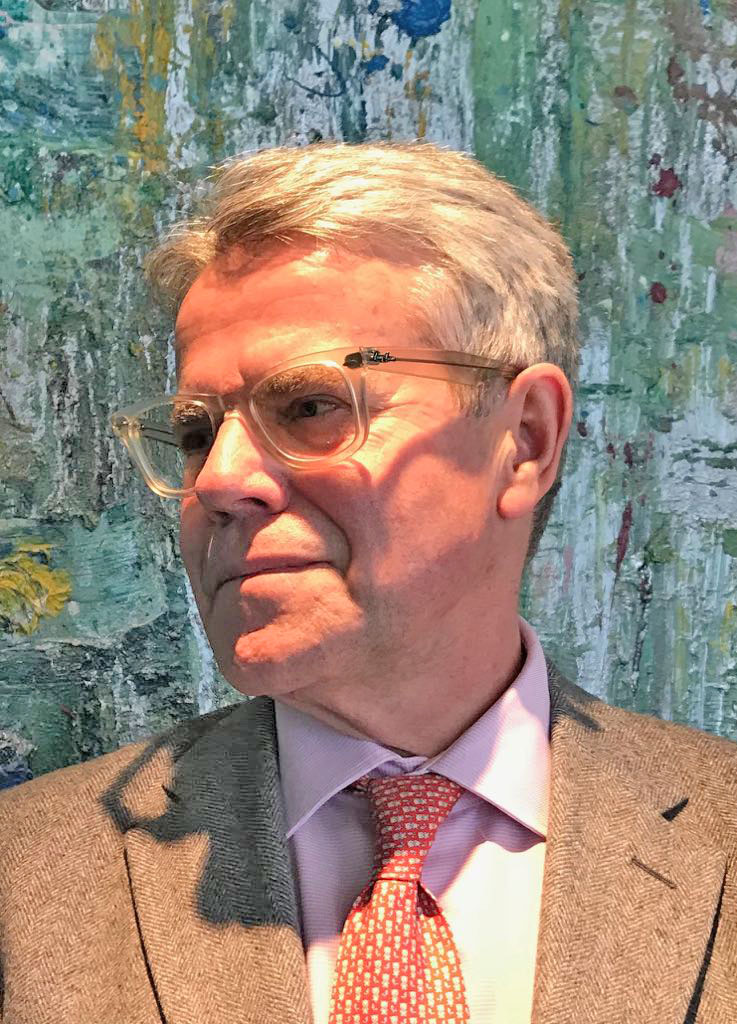
Josef Leo Schwarzecker im Jänner 2018

## Werdegang
Josef Leo Schwarzecker absolvierte die HTL Schellinggasse in Wien und studierte im Anschluss Betriebswirtschaftslehre an der Wirtschaftsuniversität Wien. Er promovierte 1981 mit einer Dissertation zum Thema Projektcontrolling im Bauwesen, wechselte anschließend in den Bankenbereich und absolvierte eine Banklehre in Frankfurt am Main.
Von 1990 bis 1996 verfasste er mehrere Bücher zur Finanzanalyse, Cashflow-Berechnung und zum Krisenmanagement mit Kennzahlen. In dieser Zeit entwickelte er die von den börsennotierten Unternehmen verwendete Formel zur Darstellung und Berechnung des Cashflows der Österreichischen Vereinigung für Finanzanalyse und Asset Management (ÖVFA). Als Experte für Kreditrisiko und Sanierungen war er in den 1990er-Jahren an der Sanierung österreichischer Unternehmen beteiligt, unter anderem  des Sportartikelherstellers Atomic.
1995 wurde Schwarzecker in den Vorstand der Bank für Arbeit und Wirtschaft AG (BAWAG) berufen, zuständig u. a. für die Informations- und Kommunikationstechnik der Bank.
Nach der Übernahme der Österreichischen Postsparkasse im Jahr 2001 war Schwarzecker Mitglied des Vorstandes der gesamten BAWAG P.S.K.-Gruppe. Von 2001 bis 2005 war er Executive Board Member der Eurogiro, des Verbandes der europäischen Postbanken.
Schwarzecker bekleidete bzw. bekleidet mehrere Aufsichtsratsposten, unter anderem bei der Libro Handelsgesellschaft (seit 2003) und der Management Trust Holding AG (MTH-Gruppe).
2006 wurde Schwarzecker als ehemaliger Spitzenmanager der BAWAG PSK im Rahmen der BAWAG-Affäre als Beschuldigter geführt. Der 2008 gefällte, erstinstanzliche Schuldspruch gegen alle Angeklagten wurde 2010 in zweiter Instanz vom OGH aufgehoben, der Prozess wurde wiederholt und endete 2012 mit einem Freispruch für Schwarzecker.
Seit 2011 ist Schwarzecker Leiter des Risikomanagements und der Compliance in der Porr-Gruppe tätig.

## Privatleben
Josef Leo Schwarzecker lebt in Wien und ist Vater zweier Söhne.

## Ehrungen
2004 erhielt Josef Leo Schwarzecker das Große Ehrenzeichen für Verdienste um die Republik Österreich.

## Bücher
- Bilanzanalyse nach den neuen Rechnungslegungsbestimmungen : Bilanzierung für 1992 ; Österreich, BRD, Großbritannien, Frankreich, Niederlande und Irland, Wirtschaftsverlag Ueberreuter, Wien: 1990
- Cash-flow, Gewinn und Eigenkapital : Analyse der Finanzkraft und Liquidität ; FASB Statement No. 95, Wirtschaftsverlag Ueberreuter, Wien: 1992
- Krisenmanagement mit Kennzahlen. Mit Stufenplan zur Sanierung. Wirtschaftsverlag Ueberreuter, 2. Auflage, Wien: 1996 (gemeinsam mit Friedrich Spandl)